# 苏苔蛾属
苏苔蛾属（学名：Thysanoptyx）为裳蛾科的一个属。

## 下属物种
本属包括以下物种：
- 长斑土苔蛾 Thysanoptyx incurvata (Wileman & West,1928)
- Thysanoptyx manganensis Volynkin, 2017
- Thysanoptyx oblonga (Butler, 1877)